# Michael Zauchenberger
Michael Zauchenberger von und zu Mayerhofen und Michelsdorf, Mag.Phil. (* 1. August 1604 in Gmünd; † 10. Dezember 1668 in Friesach) war Pfleger von Althofen, (ab 1646) hochfürstlich salzburgischer Rat und (ab 1644) Vizedom der Herrschaft Friesach.

## Leben
Michael wurde am 1. August 1604 als Sohn des Gmünder Landrichters Michael Zauchenberger (1560–1620) und dessen erster Ehegattin Barbara Vody (1560–1613) in Gmünd geboren. Er hatte vier Brüder (einer früh verstorben) und eine Schwester. Michael heiratete 1623 in Gmünd die edle Susanna Rosina Prugger (1605–1658).
Von 1632 bis um 1636 war er vereidigter Stadtschreiber und Apostolischer Protonotar in Gmünd, dann Hofrichter in Millstatt für die Verwaltung der Bürgerschaft zu Millstatt, der Kleindombrer (Kleindombra) und Bauern um den Markt herum und das Minichsberger Amt (= Insberg, Ferndorf). Schon 1641 war ihm die Gemeinde St. Andrä im Lavanttal zugewiesen worden, die er bis 1644 als Pfleger innehatte. Später kam die Verleihung der preces primarias auf das St. Virgil-Stift zu Friesach hinzu, dessen Propstei er zeitweilig verwaltete.
Neben seinen Brüdern Balthasar, Christoph und Daniel, wurde Michael am 7. September 1637 durch Reichsgraf Friedrich Casimir von Ortenburg der Palatinatsadel verliehen und ein Wappenbrief ausgestellt. Am 19. Juli 1645 erhielten die vier genannten Gebrüder von Kaiser Ferdinand III. den Reichsadel und durften sich ab dann mit Adelsprädikaten nach ihren Besitzungen nennen, sie erhielten das Privilegium Denominandi sowie eine Wappenbesserung.
Unter seine Amtszeit als Vizedom von Friesach fällt der Besuch des Kaisers in Salzburg, über dessen Umstände er dem Erzbischof von Salzburg höchstselbst vorab unterrichtete und Teile der Planung von Seiten des Erzbistums unternahm.
Auch nach Abgang seiner Ernennung zum Vizedom von Friesach wurden Zauchenberger weiterhin Verwaltungsfunktionen in Friesach übertragen. Nach 1646 bis (frühestens) 1651 blieb er Vizedomamtsverwalter ebendort. Als Vizedom war er Beteiligter an den Salzburger Zauberbubenprozessen durch das Salzburger Konsistorium.
Im Jahr 1655 wurde Zauchenberger unter die Kärntner und später (ebenso) Salzburger Landstände aufgenommen und ihm damit die Edelmannsfreiheit verliehen.
Michael Zauchenberger starb am 10. Dezember 1668 in Friesach und wurde in der dortigen Pfarrkirche St. Bartholomäus beigesetzt. Seit 1661 ziert sein Wappen ein Kirchenfenster mit seinem Namen. Sein aufwändig aus weißem Marmor gestalteter Grabstein ist zum Teil erhalten. Michael hinterließ eine Tochter, Maria Helena.